# Скорпион из алтаря
«Скорпио́н из алтаря́» (узб. Mehrobdan chayon) — второе крупное произведение Абдуллы Кадыри, основоположника узбекского романа, было завершено в феврале 1928 года. Роман был впервые опубликован в 1929 году в Самарканде.
В дальнейшем роман переиздавался много раз (за исключением периода 1938—1956 гг., когда книги Кадыри, подвергшегося необоснованным репрессиям, были запрещены к переизданию). В частности, в 1994 году роман был переиздан в издательстве «Гафур Гулям» (тиражом 60 000 экземпляров), в 2016 году издательством «Новый век», а в 2008 и 2018 годах издательством «Шарк». На русский язык роман впервые был переведён в 1961 году Лидией Бать и Верой Смирновой. В дальнейшем роман выдержал на русском языке ещё два издания, третье из которых имело подзаголовок: «исторический роман из жизни Худояр-хана и его чиновников».
В соответствии с официальными установками, существовавшими в СССР в период написания романа, он имеет ярко выраженный антиклерикальный и антифеодальный характер, критикует исламских богословов и дореволюционный «среднеазиатский феодализм», восхваляет нравственные качества выходцев из народа.
В 1973 году роман был экранизирован (режиссёр Ю. Агзамов). Экранизация получила название «Побег из тьмы».

## Издания на русском языке
- Кадыри, Абдулла. Скорпион из алтаря: [Роман] / [Пер. с узб. Л. Бать и В. Смирновой]; [Ил.: И. Икрамов]. — Ташкент : Гослитиздат УзССР, 1961. — 250 с., 6 л. ил.
- Кадыри, Абдулла. Скорпион из алтаря: [Роман] / Пер. с узб. Л. Бать и В. Смирновой; [Предисл. Л. Климовича]; [Ил.: Л. Васильев и М. Ольвет]. — Москва : Худож. лит., 1964. — 272 с. : ил.
- Кадыри, Абдулла. Скорпион из алтаря : Ист. роман из жизни Худоярхана и его чиновников : [Для ст. шк. возраста] / Абдулла Кадыри. — Ташкент : Укитувчи, 1987. — 235,[6] с. : портр.; 20 см. — (Шк. б-ка).; ISBN (В пер.) (В пер.)

## Экранизация
- «Побег из тьмы» (1973). Режиссёр Ю. Агзамов, автор сценария — С. Мухамедов, оператор — А. Панн. В ролях: И. Эргашев, Т. Шакирова, А. Ходжаев, Ш. Иргашев, Я. Ахмедов, Н. Рахимов.